# 西大寺バスセンター

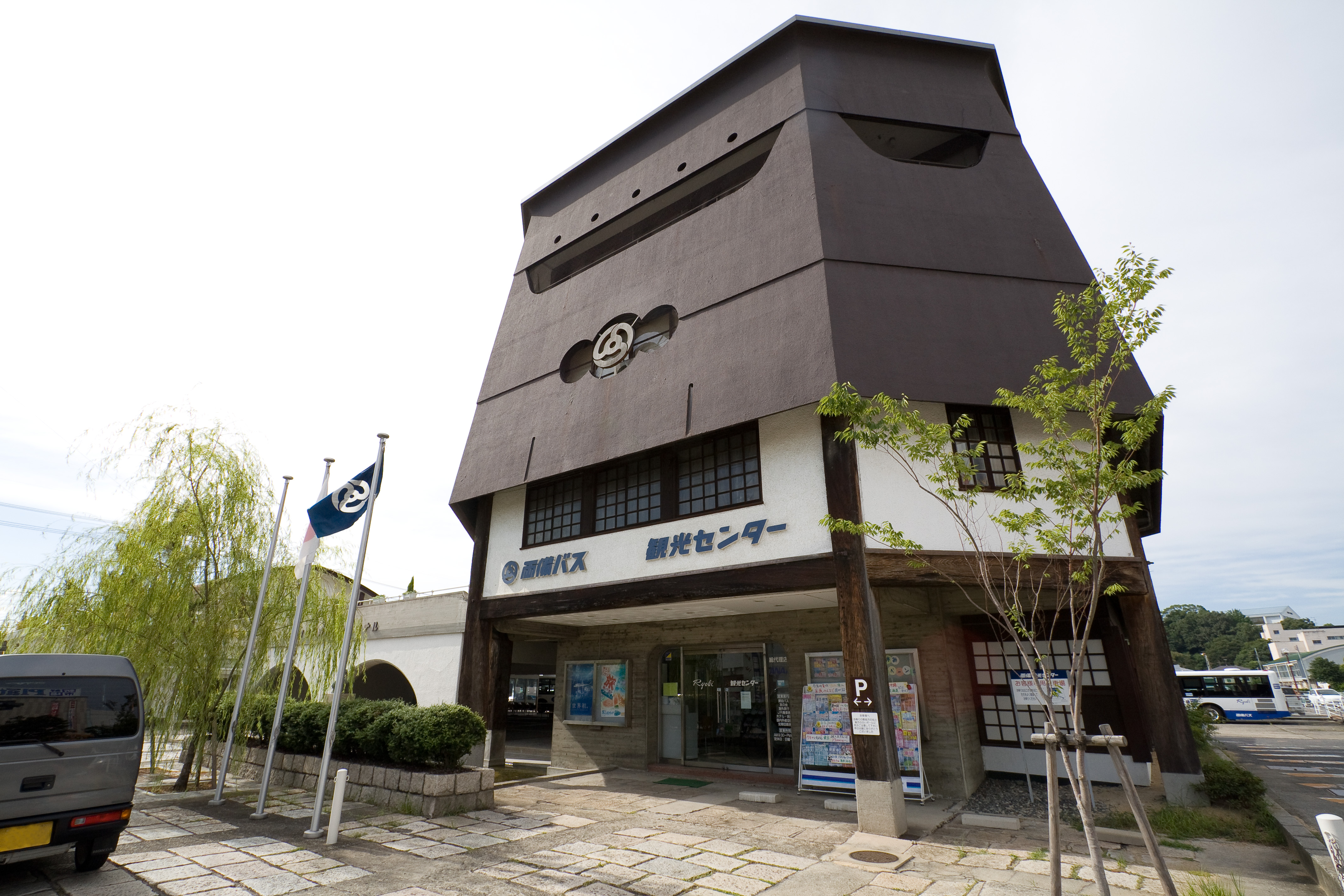
西大寺バスセンター（2010年8月7日）

西大寺バスセンター（さいだいじバスセンター、以下西大寺BC）は、岡山県岡山市東区西大寺上1丁目にある、両備バスのバスターミナルで両備ホールディングス創業の地でもある。

## 詳細

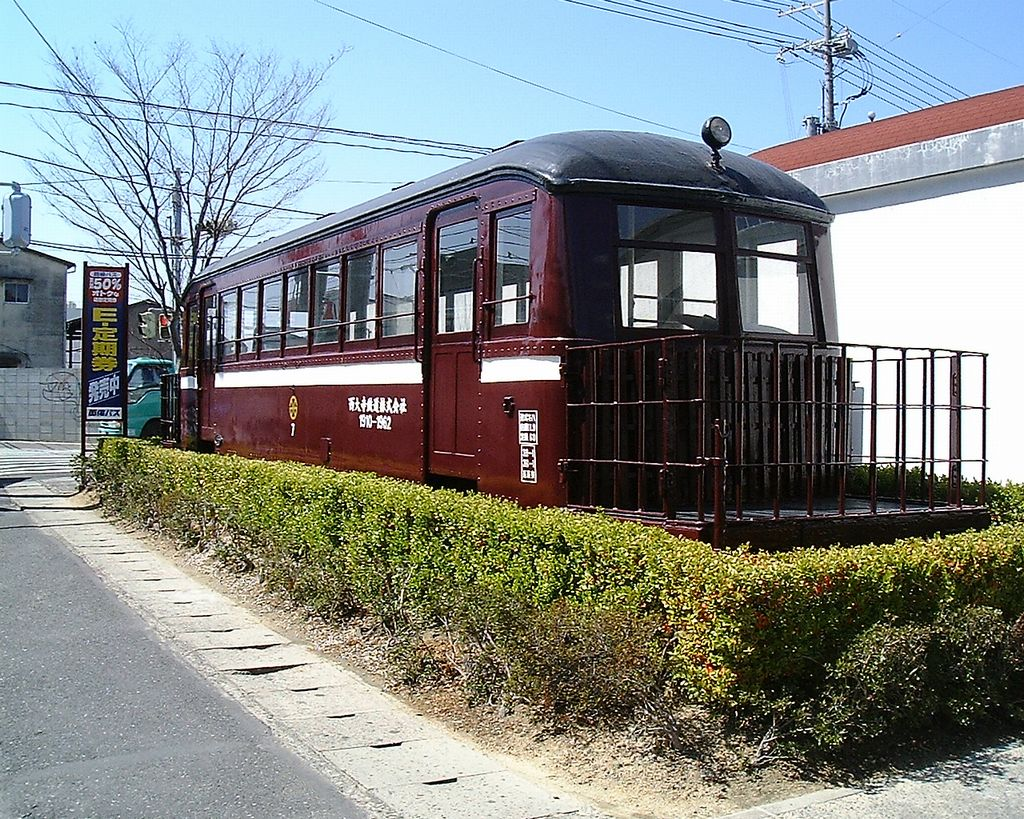
西大寺バスセンターに保存されている西大寺鉄道キハ7（2002年3月28日）

1962年9月8日までは両備バス系列の西大寺鉄道西大寺市駅だったが、廃止に伴い敷地を転用した。ターミナルの建物南側に、西大寺鉄道キハ7が静態保存されている。また旧西大寺鉄道の本社建物もバス営業所として現存しており両備ホールディングス登記上の本店の機能も有している。2009年3月13日から5月24日まで西大寺鉄道開業及び両備グループ創業100周年を記念して「おめでとう！100歳　ありがとう！100年西大寺鐵道展」が開催された。
今後はギャラリーをキハ7号の車内に併設をし、両備ホールディングス・両備バスカンパニー西大寺営業所の営業所事務所を改装し、西大寺鐵道記念館にする計画が出ている。

## 特急バス
現在は運行していない。

### 廃止路線
- 西大寺BC－岡山駅
  - 県庁前・天満屋・市役所入口経由
  - 誰でも利用可能
  - 一般路線車にて運行
  - リョービプラッツ西大寺の駐車場を利用

## 路線バス
- 天満屋・岡山駅方面　西大寺BC－岡山駅
  - 314/A1 西大寺BC－益野－東山－県庁前－天満屋－岡山駅（－杜の街）
  - 314/3 西大寺BC－益野－東山－県庁前－天満屋
  - 315/A1 東区役所前－JR西大寺駅－西大寺BC－益野－東山－県庁前－天満屋－岡山駅
  - 317/2 西大寺BC－益野－東山－新京橋－市役所入口－岡山駅
  - 347/1 西大寺BC－金岡－津田－沖元－平井－天満屋－岡山駅
- 牛窓方面（東備バスが運行）
  - 303 （東区役所前－）西大寺BC－JR西大寺駅－神崎－邑久郷－宿毛－鹿忍－牛窓（南回り）
- （臨時）宝伝・久々井方面（犬島渡船連絡）
  - 直行 西大寺BC・JR西大寺駅－西宝伝

### 廃止路線
- 牛窓方面（東備バスが運行）
  - 西大寺BC－JR邑久駅－尾張－瀬戸内市民病院入口－夢二生家前－長浜－牛窓（北回り）
- 虫明・長島愛生園方面
  - 西大寺BC－JR西大寺駅－JR邑久駅－尾張－瀬戸内市民病院－夢二生家前－尻海－虫明－瀬溝－長島愛生園
- 宝伝・久々井方面（犬島渡船連絡。一部バスはJR西大寺駅・久々井を非経由）
  - 西大寺BC－JR西大寺駅－神崎－久々井－西宝伝－東宝伝
- 円張・尾張（邑久駅付近）方面
  - 西大寺BC－浜－寺前－円張西－尾張

## のりば
| のりば | 運行事業者        | 系統・行先・方面                                                   | 備考                                |
| ------ | ----------------- | ------------------------------------------------------------------ | ----------------------------------- |
| 2      | 両備バス 東備バス | 予備                                                               |                                     |
| 3      | 両備バス 東備バス | 予備                                                               |                                     |
| 4      | 両備バス          | 314：山陽学園中学・高校前 003：天満屋 0A1・002：岡山駅 0A1：杜の街 | 「314」「003」「002」は平日のみ運行 |
| 5      | 東備バス          | 303：牛窓                                                          |                                     |
| 5      | 両備バス          | 臨時：（直行）西宝伝                                               | 西宝伝行臨時は乗車のみ              |
| 6      | 両備バス 東備バス | 303・315：東区役所前                                               |                                     |
| 6      | 両備バス          | 001：岡山駅                                                        |                                     |
| 7      | 両備バス 東備バス | 降車専用                                                           |                                     |

## ターミナル周辺
- リョービプラッツ西大寺店（両備ホールディングス自社の運営するスーパーマーケット）
- 西日本旅客鉄道西大寺駅 北東1km
- 天満屋ハピータウン西大寺店
- 山陽マルナカ西大寺店
- ケーズデンキ西大寺店
- 西大寺ふれあいセンター
- 岡山学芸館清秀中学校・岡山学芸館高等学校